# Ischnopsyllus hispanicus
Ischnopsyllus hispanicus är en loppart som beskrevs av Jordan 1942. Ischnopsyllus hispanicus ingår i släktet Ischnopsyllus och familjen fladdermusloppor. Inga underarter finns listade i Catalogue of Life.